# Тур Австрии 2024
73-й выпуск Тура Австрии — шоссейной многодневной велогонки по дорогам Австрии. Гонка прошла с 2 по 7 июля 2024 года в рамках Европейского тура UCI 2024. Победителем стал итальянский велогонщик Диего Улисси.

## Участники
| UCI WorldTeams (4)- Ineos Grenadiers - Alpecin-Deceuninck - Team Jayco AlUla - UAE Team Emirates UCI ProTeams (2)- TDT-Unibet - VF Group-Bardiani CSF-Faizané UCI Continental Teams (14)- Lidl-Trek Future Racing - Hrinkow Advarics - Team Felt Felbermayr - Team Vorarlberg - Tirol KTM Cycling Team - WSA KTM Graz - ATT Investments - BEAT Cycling - Elkov-Kasper - P&S Metalltechnik Benotti - Santic-Wibatech - Team Coop-Repsol - Lotto Kern-Haus PSD Bank - Voster ATS Team |
| |

## Маршрут
| Этап   | Дата  | Маршрут                                       | type      | Длина (км) | Победитель       | Лидер генеральной классификации |
| ------ | ----- | --------------------------------------------- | --------- | ---------- | ---------------- | ------------------------------- |
| Пролог | 2 июл | Санкт-Пёльтен – Санкт-Пёльтен                 | пролог    | 3          | Кэмерон Роджерс  | Кэмерон Роджерс                 |
| 1      | 3 июл | Бад-Тацмансдорф – Бад-Тацмансдорф             | холмистый | 177,9      | Давиде Де Претто | Макс Вальшайд                   |
| 2      | 4 июл | Мариа-Таферль – Штайр                         | холмистый | 184,5      | Брэндон Ривера   | Брэндон Ривера                  |
| 3      | 5 июл | Шладминг – Санкт-Иоганн-им-Понгау             | холмистый | 153,1      | Диего Улисси     | Диего Улисси                    |
| 4      | 6 июл | Санкт-Иоганн-им-Понгау – Кальс-ам-Гросглокнер | горный    | 151,7      | Филиппо Ганна    | Диего Улисси                    |
| 5      | 7 июл | Куфштайн – Kühtai                             | горный    | 143,8      | отменён          | Диего Улисси                    |

## Ход гонки
В дневной части первого этапа гонки лидировали шесть гонщиков: Йоханнинк, Рюгг, Вафлер, Каспар, Утенген Сандстад и Дреблер. Их лидерство в пелотоне закрепилось на второй минуте. Однако, когда они приблизились к Вальшайду, лидеры Роджерс и Дарио Катальдо решили атаковать. После этого Вальшайд потерял преимущество, но смог вернуться в компактную группу за 10 километров до финиша. Там последняя атака привела к тому, что Давиде Де Претто вырвался вперёд и финишировал первым, одержав свою первую профессиональную победу, опередив португальца Оливейру, немца Беренса, а также итальянских спортсменов Улисси и Марчеллизи. В десятке лучших также оказался Федерико Бьяджини, занявший седьмую позицию. Макс Вальшайд (Jayco AlUla) стал новым лидером общего зачёта.
Второй этап гонки был отмечен падением, которое произошло сразу после старта, примерно на втором километре дистанции, где попутный ветер способствовал очень быстрому старту, и около тридцати гонщиков упали в голове пелотона. Организаторы приняли решение остановить соревнования. Немец дель Джейко, его соотечественник Джошуа Хупперц и бельгиец Йоран Визур были доставлены на машине скорой помощи в больницу. Гонку остановили более чем на час, и она возобновилась через несколько километров после длинного нейтрализованного отрезка. После возобновления гонки в отрыв ушли восемь человек: Абрам Стокман, Максимилиан Кабас, Тим Вафлер, Мишель Коппенс, Ярно Гриша, Лука Дресслер, Радослав Фратчак и Ник Бангерт. Лидирующая группа потеряла троих гонщиков в середине гонки, на первых подъёмах, которые в конечном итоге сделали Дресслера новым горным лидером. Стокман был тем, кто прошёл дальше всех, будучи нейтрализованным за 13 километров до финиша. После этого начались атаки, которые во многом определили группу перед спринтом. ам колумбиец Брэндон Ривера одержал уверенную победу в спринте перед Мартином Марселлузи. Он также получил дополнительный приз — майку лидера гонки, поскольку подъёмы в заключительной части гонки были очень тяжёлыми, а этап сократил пелотон до чуть более двадцати гонщиков.
Четвёртый королевский горный этап был омрачён падением норвежского велогонщика Андре Дреге (континентальная велокоманда Coop — Repsol). Спортсмен упал на спуске с вершины горы Гроссглокнер (Großglockner) и получил травмы, несовместимые с жизнью.

## Лидеры классификаций
| Этап   |           | Победитель _     | Генеральная классификация _ |
| ------ | --------- | ---------------- | --------------------------- |
| Пролог | пролог    | Кэмерон Роджерс  | Кэмерон Роджерс             |
| 1      | холмистый | Давиде Де Претто | Макс Вальшайд               |
| 2      | холмистый | Брэндон Ривера   | Брэндон Ривера              |
| 3      | холмистый | Диего Улисси     | Диего Улисси                |
| 4      | горный    | Филиппо Ганна    | Диего Улисси                |
| 5      | горный    | отменён          | Диего Улисси                |
| Итог   | Итог      |                  | Диего Улисси                |

## Итоговые классификации
| \| Генеральная классификация \| Генеральная классификация \| Генеральная классификация \| Генеральная классификация \| Генеральная классификация \| \| Гонщик \| Гонщик \| Команда \| Время \| \| \| ------------------------- \| ------------------------- \| ------------------------- \| ------------------------- \| ------------------------- \| \| 1-й \| Диего Улисси \| UAE Team Emirates \| 15ч 43' 13 \| \| \| 2-й \| Брэндон Ривера \| Ineos Grenadiers \| + 6 \| \| \| 3-й \| Магнус Шеффилд \| Ineos Grenadiers \| + 9 \| \| |                |                   |            |
| |                |                   |            |
| Источник: ProCyclingStats |                |                   |            |
| Генеральная классификация |                |                   |            |
| Гонщик | Гонщик         | Команда           | Время      |
| 1-й | Диего Улисси   | UAE Team Emirates | 15ч 43' 13 |
| 2-й | Брэндон Ривера | Ineos Grenadiers  | + 6        |
| 3-й | Магнус Шеффилд | Ineos Grenadiers  | + 9        |

| Очковая классификация | Очковая классификация | Очковая классификация | Очковая классификация | Очковая классификация |
| Гонщик                | Гонщик                | Команда               | Очки                  |                       |
| --------------------- | --------------------- | --------------------- | --------------------- | --------------------- |
| 1-й                   | Диего Улисси          | UAE Team Emirates     | 40 очков              |                       |
| 2-й                   | Брэндон Ривера        | Ineos Grenadiers      | 28 очков              |                       |
| 3-й                   | Давиде Де Претто      | Team Jayco AlUla      | 22 очков              |                       |

| Очковая классификация | Очковая классификация | Очковая классификация | Очковая классификация | Очковая классификация |
| Гонщик                | Гонщик                | Команда               | Очки                  |                       |
| --------------------- | --------------------- | --------------------- | --------------------- | --------------------- |
| 1-й                   | Диего Улисси          | UAE Team Emirates     | 40 очков              |                       |
| 2-й                   | Брэндон Ривера        | Ineos Grenadiers      | 28 очков              |                       |
| 3-й                   | Давиде Де Претто      | Team Jayco AlUla      | 22 очков              |                       |

| Горная классификация | Горная классификация | Горная классификация          | Горная классификация | Горная классификация |
| Гонщик               | Гонщик               | Команда                       | Очки                 |                      |
| -------------------- | -------------------- | ----------------------------- | -------------------- | -------------------- |
| 1-й                  | Самуэле Дзоккарато   | VF Group-Bardiani CSF-Faizanè | 36 очков             |                      |
| 2-й                  | Йонас Рапп           | Hrinkow Advarics              | 29 очков             |                      |
| 3-й                  | Philipp Hofbauer     | WSA KTM Graz                  | 28 очков             |                      |

| Горная классификация | Горная классификация | Горная классификация          | Горная классификация | Горная классификация |
| Гонщик               | Гонщик               | Команда                       | Очки                 |                      |
| -------------------- | -------------------- | ----------------------------- | -------------------- | -------------------- |
| 1-й                  | Самуэле Дзоккарато   | VF Group-Bardiani CSF-Faizanè | 36 очков             |                      |
| 2-й                  | Йонас Рапп           | Hrinkow Advarics              | 29 очков             |                      |
| 3-й                  | Philipp Hofbauer     | WSA KTM Graz                  | 28 очков             |                      |

| Молодёжная классификация | Молодёжная классификация | Молодёжная классификация      | Молодёжная классификация | Молодёжная классификация |
| Гонщик                   | Гонщик                   | Команда                       | Время                    |                          |
| ------------------------ | ------------------------ | ----------------------------- | ------------------------ | ------------------------ |
| 1-й                      | Магнус Шеффилд           | Ineos Grenadiers              | 15ч 43' 22               |                          |
| 2-й                      | Джулио Пеллиццари        | VF Group-Bardiani CSF-Faizanè | + 18                     |                          |
| 3-й                      | Велай Берехе             | Team Jayco AlUla              | + 23                     |                          |

| Молодёжная классификация | Молодёжная классификация | Молодёжная классификация      | Молодёжная классификация | Молодёжная классификация |
| Гонщик                   | Гонщик                   | Команда                       | Время                    |                          |
| ------------------------ | ------------------------ | ----------------------------- | ------------------------ | ------------------------ |
| 1-й                      | Магнус Шеффилд           | Ineos Grenadiers              | 15ч 43' 22               |                          |
| 2-й                      | Джулио Пеллиццари        | VF Group-Bardiani CSF-Faizanè | + 18                     |                          |
| 3-й                      | Велай Берехе             | Team Jayco AlUla              | + 23                     |                          |

| Командная классификация по времени | Командная классификация по времени | Командная классификация по времени | Командная классификация по времени |
| Команда                            | Команда                            | Время                              |                                    |
| ---------------------------------- | ---------------------------------- | ---------------------------------- | ---------------------------------- |
| 1-й                                | UAE Team Emirates                  | 47ч 10' 28                         |                                    |
| 2-й                                | Team Jayco AlUla                   | + 31                               |                                    |
| 3-й                                | Ineos Grenadiers                   | + 1' 19                            |                                    |

| Командная классификация по времени | Командная классификация по времени | Командная классификация по времени | Командная классификация по времени |
| Команда                            | Команда                            | Время                              |                                    |
| ---------------------------------- | ---------------------------------- | ---------------------------------- | ---------------------------------- |
| 1-й                                | UAE Team Emirates                  | 47ч 10' 28                         |                                    |
| 2-й                                | Team Jayco AlUla                   | + 31                               |                                    |
| 3-й                                | Ineos Grenadiers                   | + 1' 19                            |                                    |